# Lista de governadores dos estados da Nigéria
A tabela a seguir apresenta uma listagem de governadores dos estados da Nigéria. Os governadores são eleitos para um mandato de quatro anos (máximo de dois mandatos). Um ministro nomeado pelo presidente supervisiona os assuntos no Território da Capital Federal.
Lista de governadores de estados na Nigéria 
- 26 Partido Democrático do Povo (PDP)
- 7 Partido do Povo de Toda a Nigéria (ANPP)
- 1 Ação Congresso (AC)
- 1 Grande aliança de Todos Progressistas (APGA)
- 1 Aliança Popular Progressista (PPA)

| Estado                        | Atual Governor         | Partido | Eleito/tomou posse |
| ----------------------------- | ---------------------- | ------- | ------------------ |
| Abia                          | Orji Uzor Kalu         | PPA     | 1999               |
| Adamawa                       | Boni Haruna            | PDP     | 1999               |
| Akwa Ibom                     | Victor Attah           | PDP     | 1999               |
| Anambra1                      | Virginia Etiaba        | APGA    | 2006               |
| Bauchi                        | Adamu Mu'azu           | PDP     | 1999               |
| Bayelsa                       | Goodluck Jonathan2     | PDP     | 2005               |
| Bebue                         | George Akume           | PDP     | 1999               |
| Borno                         | Ali Modu Sheriff       | ANPP    | 2003               |
| Cross River                   | Donald Duke            | PDP     | 1999               |
| Delta                         | Emmanuel Uduaghan      | PDP     | 2007               |
| Ebonyi                        | Sam Egwu               | PDP     | 1999               |
| Edo                           | Lucky Igbinedion       | PDP     | 1999               |
| Ekiti                         | Tope Ademiluyi         | PDP     | 2007               |
| Enugu                         | Chimaroke Nnamani      | PDP     | 1999               |
| Gombe                         | Mohammed Danjuma Goje  | PDP     | 2003               |
| Imo                           | Achike Udenwa          | PDP     | 1999               |
| Jigawa                        | Saminu Turaki          | ANPP    | 1999               |
| Kaduna                        | Ahmed Makarfi          | PDP     | 1999               |
| Kano                          | Ibrahim Shekarau       | ANPP    | 2003               |
| Katsina                       | Umaru Musa Yar'Adua    | PDP     | 1999               |
| Kebbi                         | Adamu Aliero           | ANPP    | 1999               |
| Kogi                          | Ibrahim Idris          | PDP     | 2003               |
| Kwara                         | Bukola Saraki          | PDP     | 2003               |
| Lagos                         | Bola Tinubu            | AC      | 1999               |
| Nasarawa                      | Abdullahi Adamu        | PDP     | 1999               |
| Níger                         | Abdulkadir Kure        | PDP     | 1999               |
| Ogun                          | Gbenga Daniel          | PDP     | 2003               |
| Ondo                          | Olusegun Agagu         | PDP     | 2003               |
| Osun                          | Olagunsoye Oyinlola    | PDP     | 2003               |
| Oyo                           | Rasidi Adewolu Ladoja3 | PDP     | 2006               |
| Plateau                       | Michael Botmang4       | PDP     | 2006               |
| Rivers                        | Peter Odili            | PDP     | 1999               |
| Sokoto                        | Attahiru Bafarawa      | ANPP    | 1999               |
| Taraba                        | Jolly Nyame            | PDP     | 1999               |
| Yobe                          | Bukar Ibrahim          | ANPP    | 1999               |
| Zamfara                       | Ahmed Sani Yerima      | ANPP    | 1999               |
| Território                    | Atual Ministro         | Partido | tomou posse        |
| Território da Capital Federal | Nasir Ahmad el-Rufai   | PDP     | 2003               |

* General Adetunji Olurin foi nomeado como um administrador de Ekiti quando o presidente Olusegun Obasanjo declarou um estado de emergência em 2006

## Elegibilidade
Uma pessoa é elegível para o cargo de governador, se ele ou ela é um cidadão da Nigéria por nascimento, pelo menos 35 anos de idade, é um membro de um partido político e que é patrocinado pelo partido político. A constituição limita governadores de estado a apenas duas indicações de quatro anos no cargo.